# اشتفان پریرا
اشتفان پریرا (انگلیسی: Stefan Pereira؛ زادهٔ ۱۶ آوریل ۱۹۸۸) بازیکن فوتبال اهل برزیل است.
از باشگاه‌هایی که در آن بازی کرده‌است می‌توان به باشگاه فوتبال راپید بخارست اشاره کرد.